# Jan Flachbart

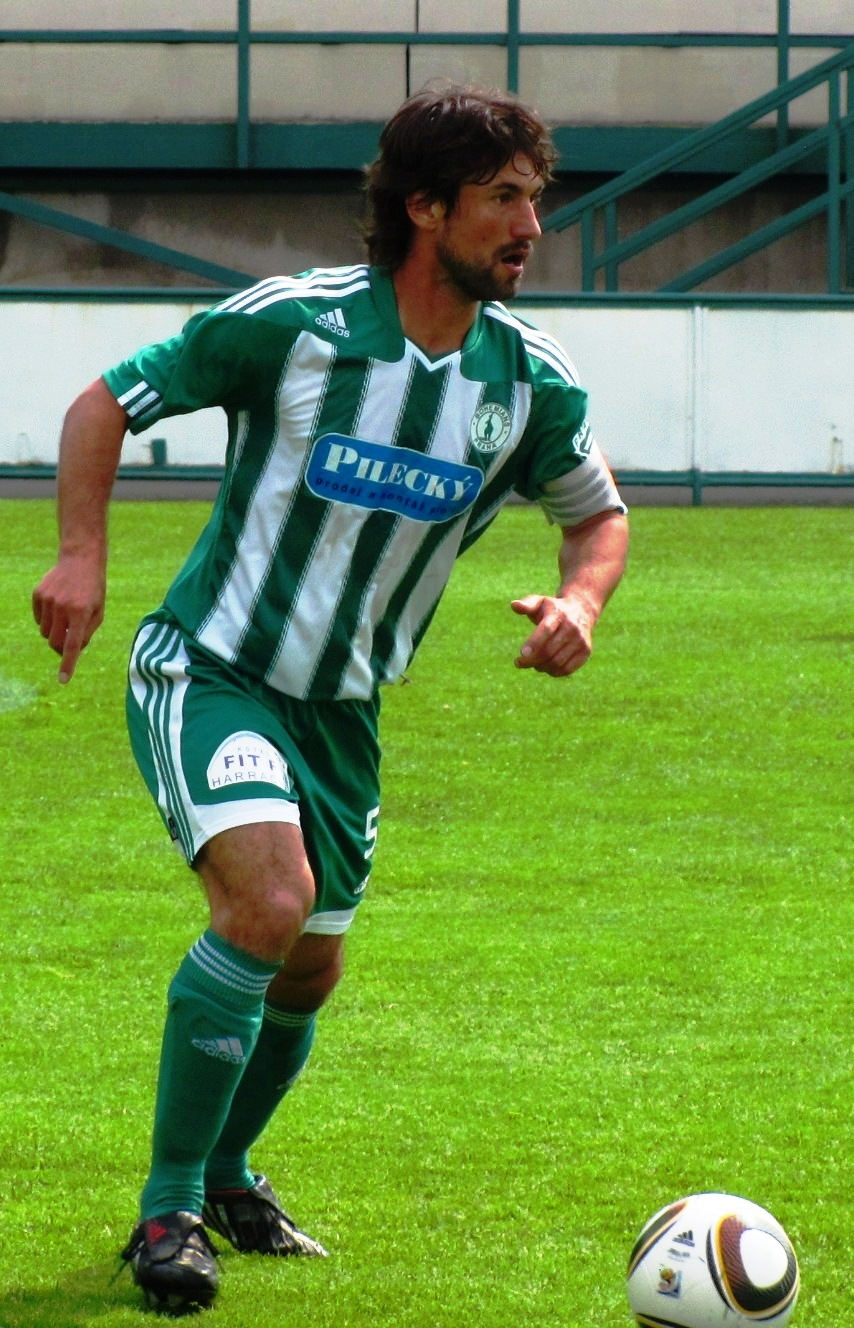
Jan Flachbart (2011)

Jan Flachbart (* 3. března 1978, Kolín) je český fotbalový obránce.

## Klubová kariéra
Začínal v Kolíně, potom hrál v Mladé Boleslavi, Bohemians Praha a ve Slavii Praha. V roce 1996 přišel znovu do Bohemians, kde zahájil profesionální kariéru. V roce 1999 přestoupil do AC Sparta Praha, ale další sezónu 2000–2001 strávil hostováním v FK Jablonec. Po roce se vrátil do Sparty, ale v létě 2002 za trenéra Jarabinského ze sestavy vypadl a už se do ní neprosadil. V lednu 2004 odešel opět do Jablonce. V srpnu 2004 přestoupil do ruského klubu FK Zenit Sankt-Petěrburg, kde hrál do srpna 2006. V létě 2006 šel za trenérem Petrželou do SK Sigma Olomouc. V lednu 2007 přestoupil do Jablonce a v lednu 2008 dále do nižší soutěže do Sparty Krč. Dále pokračoval za SK Hlavice. V lednu 2010 odešel do střížkovských Bohemians. Původně ofenzivní záložník se přeškolil na krajního obránce. V české lize odehrál 139 utkání a dal 2 góly. V evropských pohárech nastoupil ke 23 utkáním. Se Spartou získal 3 ligové tituly.
Dále působil od roku 2012 do roku 2014 v FC Oberlausitz Neugersdorf (Oberliga Süd, na úrovni 5. německé ligy), s nímž postoupil v dubnu 2014 do finále Saského poháru proti Chemnitzer FC.
V sezóne 2014/15 oblékal barvy divizního nováčka Benátek nad Jizerou, kde patřil ke klíčovým členům sestavy. V jarní části sezóny hrál v divizi za Sokol Nové Strašecí.
Aktuálně 2021/22 nastupuje za Sokol Krchleby.

## Ligová bilance
| Ročník                          | Zápasy | Góly | Klub                     |
| ------------------------------- | ------ | ---- | ------------------------ |
| 1. česká fotbalová liga 1996/97 | 9      | 0    | Bohemians Praha          |
| 2. česká fotbalová liga 1997/98 | 28     | 2    | Bohemians Praha          |
| 2. česká fotbalová liga 1998/99 | 25     | 3    | Bohemians Praha          |
| Gambrinus liga 1999/00          | 5      | 1    | Bohemians Praha          |
| Gambrinus liga 1999/00          | 11     | 0    | AC Sparta Praha          |
| Gambrinus liga 2000/01          | 3      | 0    | AC Sparta Praha          |
| Gambrinus liga 2000/01          | 19     | 0    | FK Jablonec              |
| Gambrinus liga 2001/02          | 17     | 0    | AC Sparta Praha          |
| Gambrinus liga 2002/03          | 14     | 0    | AC Sparta Praha          |
| Gambrinus liga 2003/04          | 4      | 0    | AC Sparta Praha          |
| Gambrinus liga 2003/04          | 12     | 0    | FK Jablonec              |
| Ruská Premier Liga 2004         | 10     | 0    | FK Zenit Sankt-Petěrburg |
| Ruská Premier Liga 2005         | 22     | 0    | FK Zenit Sankt-Petěrburg |
| Gambrinus liga 2006/07          | 11     | 0    | SK Sigma Olomouc         |
| Gambrinus liga 2006/07          | 11     | 0    | FK Jablonec              |
| Gambrinus liga 2007/08          | 9      | 1    | FK Jablonec              |
| CELKEM                          | -      | -    |                          |